# Hozan Osman
Hozan Osman, né le 16 mai 2003 à Arnhem aux Pays-Bas, est un footballeur international syrien. Il joue au poste d'ailier à De Graafschap. 

## Biographie

### En club
Il commence à pratiquer le football à Arnhem, sa ville natale, avec l'académie de l'ESA Rijkerswoerd à l'âge de 4 ans. En 2019, il part pour l'académie des jeunes de De Graafschap.

### En sélection
Né aux Pays-Bas, il choisit de jouer avec la Syrie. Avec les moins de 20 ans, il participe au championnat d'Asie en 2023 en Ouzbékistan. La Syrie sort dès le premier tour après 3 défaites. 
En novembre 2022, il fête sa première sélection avec la Syrie contre le Venezuela.